# Mareuil-sur-Cher
Mareuil-sur-Cher é uma comuna francesa na região administrativa do Centro, no departamento Loir-et-Cher. Estende-se por uma área de 31,52 km². Em 2010 a comuna tinha 1 174 habitantes (densidade: 37,2 hab./km²).